# Bacurau-dos-tepuis
O bacurau-dos-tepuis (Setopagis whitelyi) é uma espécie de ave da família Caprimulgidae, endêmica da região do Monte Roraima.